# Arturs Krišjānis Kariņš
Arturs Krišjānis Kariņš, latvijski politik, evroposlanec in jezikoslovec, * 13. december 1964, Wilmington, Združene države Amerike.
V dveh mandatih od 2019 do svojega odstopa leta 2023 je bil predsednik vlade Republike Latvije.

## Mladost
Njegova starša sta se spoznala in poročila na Švedskem, kamor sta zbežala pred sovjetsko okupacijo Latvije leta 1944. Nato sta se preselila v mesto Wilmington, v ameriški zvezni državi Delaware, kjer sta se jima rodila Arturs in njegova sestra. Kljub temu da je v mestu delovala latvijska skupnost, sta bila s sestro v šoli edina latvijca. Z družini so bili v skupnosti dejavni, prav tako v lokalni latvijski cerkvi in cerkvenem zboru. Arturs je s sestro obiskoval nedeljske šole ter pomagal pri latvijskih poletnih taborih. Kot mlajši se je navduševal nad glasbo; kot bobnar in kitarist je z raznimi prijateljskimi zasedbami potoval po ZDA. Prvič je svojo domovino Latvijo obiskal poleti leta 1984, ko je imel 20 let. Večkrat se je udeležil protestov proti sovjetski okupaciji, ki so potekali v Washingtonu. 

## Izobraževanje
Med letoma 1984 in 1986 je obiskoval kolidž St. John's v Annapolisu v Marylandu, nato pa je iz jezikoslovja diplomiral na Univerzi Pensilvanije. Leta 1990 je od ameriške vlade prejel dotacijo za učenje ruskega jezika v Leningradu, leta 1994 pa je kot gostujoči predavatelj predaval na Univerzi v Latviji. Leta 1996 je Kariņš v Pensilvaniji doktoriral iz lingvistike, specializirano za področje avtomatskega prepoznavanja govora.

## Poklicna pot
Kmalu po končanem doktoratu se je trajno preselil v svojo domovino Latvijo, kjer se je želel preživljati s poučevanjem jezika. Zaradi pomanjkanja pedagoških izkušenj se je podal v poslovni svet in ustanovil podjetje z zamrznjeno hrano Lāču ledus, ki ga je vodil do leta 2002. Med letoma 1999 in 2000 je bil tudi predsednik avtomobilskega podjetja ter podjetja Formula, ki se je ukvarjalo s pisarniškim materialom. Karinš je večkrat izjavil, da je  tudi zategla latvijska birokracija botrovala temu, da se je kasneje podal v politiko.

## Politična kariera
Leta 2002 je soustanovil stranko Jaunais laiks (Nova era), ki je na sledečih volitvah dobila največ glasov. Za poslanca v parlament je bil izvoljen tudi Karinš. Bil je član odbora za izobraževanje, kulturo in znanost ter član ustavnega odbora. Ko je z mesta predsednika vlade odstopil Einars Repše, so za njegova možnega naslednika omenjali njegovega strankarskega kolega Karinša, a ga predsednica Latvije Vaira Vīķe-Freiberga na to mesto ni imenovala. Ob nastopu nove vlade Aigarsa Kalvītisa 2. decembra 2004, je bil Arturs Krišjānis Kariņš imenovan na mesto ministra za gospodarstvo. Karinš in premier Kalvītis nista bila v dobrih odnosih. Karinš je vlado zapustil 7. aprila 2006, zaradi sumov, da naj bi njegovo podjetje zlorabilo evropska sredstva. Kmalu je zaradi mnogih nesoglasij z vladajočo ljudsko stranko, Karinševa stranka izstopila iz koalicije.
Na ponovnih volitvah leta 2006 je bil Karinš ponovno izvoljen za poslanca, a se s stranko niso odločili za vstop v kolacijo s Kalvītisom. Marca 2007 je bil Arturs izbran za enega od dveh vodij strank Jaunais laiks, ki se je leta 2011 združila s stranko Unity, leta 2018 pa zaradi notranjih sporov preimenovala v New Unity oz. Novo enotnost.   

### Evropski poslanec
Julija 2009 je bil Karinš izvoljen za poslanca v Evropski parlament, v skupino Evropske ljudske stranke. Bil je član Odbora za industrijo, raziskave in energetiko ter nadomestni član v odborih za ekonomske in monetarne zadeve ter v posebnem odboru za davčne odločitve in druge podobne ukrepe ali naravo ali učinke. Sedež evropskega poslanca je zasedel tudi leta 2014. Ob migrantskem valu leta 2015 je bil zagovornik kvot porazdelitve beguncev med države članice Evropske unije, češ, da bo tudi Latvija pričakovala pomoč, če bi zaradi krize na vzhodu v državo prihajalo več beguncev iz Ukrajine. Po prevzemu funkcije predsednika vlade, je njegovo poslansko mesto zasedel Aleksejs Loskutovs.

### Predsednik vlade
23. aprila 2018 ga je stranka Nova enotnost napovedala kot premierskega kandidata na sledečih parlamentarnih volitvah, kar pomeni, da se ni potegoval za mesto poslanca v latvijskem parlamentu, ampak bi v primeru neizvolitve ostal evropski poslanec. Kljub temu da javnomnenjske ankete stranki niso možnosti vstopa v parlament, ki je pogojen s petimi odstotki glasov, je Nova enotnost dosegla osem poslanskih mandatov, s čimer je postala najmanjša izmed parlamentarnih strank. Po neuspešnem sestavljanju vlade mandatarjev Jānisa Bordansa in Aldisa Gobzemsa, je predsednik Raimonds Vējonis mandat podelil Artursu Krišjānisu Kariņšu. Napovedal je več reform, med njimi reformo finančnega sektorja, reformo izobraževanja, protikorupcijsko reformo in likvidacijo spornega dodatka za zeleno energijo, ki so ga latvijska podjetja zlorabljala v preteklih letih. Med sestavljanjem koalicije je prejel tudi več zahtev, med njimi od župana Ventspilsa Aivarsa Lembergsa, da naj, če bo zasedel premiersko mesto, Karinš zavrne svoje ameriško državljanstvo in obdrži le latvijskega. Karinš tega ni storil. 
Karinšu je uspelu sestaviti vlado s petimi desnimi in liberalnimi strankami. Nova vlada je prisegla 23. januarja 2019.
Junija 2022 je stranka Nova enotnost najavila, da bo Kariņš ponovno kandidat za predsednika vlade.[33] Karinševa stranka je na parlamentarnih volitvah 1. oktobra 2022 osvojila največ poslanskih mest, in sicer 26, kar je za 18 več kot na prejšnjih volitvah. Avgusta 2023 je napovedal odstop z mesta predsednika vlade, domnevno zaradi blokade koalicijskih strank ob predlogu rekonstrukcije vlade. 15. avgusta ga je na mestu premierja nasledila strankarska kolegica Evika Siliņa.

## Zasebno
Poročen je z družinsko zdravnico Ando Karinš. Imata štiri otroke: Otomarsa Krisyanisa, Karlis Vilhelms, Maro Aleksandro in Anno. Tekoče govori latvijski, angleški in nemški jezik, pasivno pa tudi francosko in rusko. Je državljan ZDA in Latvije.  